# Billy Tibbetts
Billy Tibbetts (né le 14 octobre 1974 à Boston dans l'État du Massachusetts aux États-Unis) est un joueur professionnel américain de hockey sur glace. Il évolue au poste d'ailier droit.

## Biographie
Après avoir joué pour diverses équipes au niveau junior, il devient professionnel durant la saison 1994-1995 avec les Bulls de Birmingham dans l'ECHL. La saison suivante, il s'aligne avec les Chiefs de Johnstown et se démarque autant offensivement (68 points) que physiquement (300 minutes de pénalités dues à de nombreux combats).
Il est toutefois rattrapé par ses problèmes hors glace. En 1994, il plaide coupable pour une accusation de viol envers une adolescente de 15 ans durant une fête en 1992, alors qu'il avait 17 ans, et est condamné à trois ans et demi de prison avec sursis. Lors de sa période probatoire, en 1995, il se retrouve accusé d'agression, de coups et blessures avec arme, de conduite désordonnée et de subornation de témoin après avoir notamment frappé un policier, tirer sur un homme au pistolet et intimidié un témoin. Condamné à 30 mois de prison, il doit passer un total de 39 mois en prison à cause de sa condamnation avec suris pour viol,,. En conséquence, il ne joue pas au hockey professionnel pendant 4 saisons entières.
Libéré en octobre 1999, il signe le 10 avril 2000 avec les Penguins de Pittsburgh de la Ligue nationale de hockey (LNH). Après avoir commencé la saison avec l'équipe affiliée dans la LAH, les Penguins de Wilkes-Barre/Scranton, il fait ses débuts dans la LNH avec Pittsburgh en décembre 2000.
Le 17 mars 2002, il est échangé aux Flyers de Philadelphie contre Kent Manderville, mais ne joue que 9 parties avant d'être placé au ballotage. Le 16 décembre, il signe avec les Rangers de New York après avoir commencé la saison dans la LAH pour le Wolf Pack de Hartford, qui sont liés aux Rangers.
Il passe ensuite les saisons suivantes en jouant pour diverses équipes dans les ligues mineures. Après ces saions marquées par des écarts de conduite, il part jouer la saison 2006-2007 en Finlande pour le HPK Hämeenlinna puis le HIFK, puis la saison suivante en Suisse pour le HC Olten en Ligue nationale B, deuxième échelon suisse. Il retourne en Amérique du Nord en 2008-2009 et passe la saison dans l'EPHL puis la SPHL.
Après une absence de deux saisons, il retourne sur la glace en 2011 en s'alignant pour les Bluefins de Cape Cod dans la Federal Hockey League.

## Statistiques

### En club
| Saison     | Équipe                            | Ligue      |    | Saison régulière | Saison régulière | Saison régulière | Saison régulière | Saison régulière |   | Séries éliminatoires | Séries éliminatoires | Séries éliminatoires | Séries éliminatoires | Séries éliminatoires |
| Saison     | Équipe                            | Ligue      | PJ | B                | A                | Pts              | Pun              | PJ               | B | A                    | Pts                  | Pun                  |                      |                      |
| 1992-1993  | Boston Jr. Bruins                 | NEJHL      | 73 | 60               | 80               | 140              | 150              | -                | - | -                    | -                    | -                    |                      |                      |
| 1993-1994  | Ice Hawks de Bellingham           | BCJHL      | 4  | 2                | 3                | 5                | 16               | -                | - | -                    | -                    | -                    |                      |                      |
| 1993-1994  | Musketeers de Sioux City          | USHL       | 7  | 1                | 4                | 5                | 27               | -                | - | -                    | -                    | -                    |                      |                      |
| 1993-1994  | Knights de London                 | LHO        | 14 | 6                | 6                | 12               | 49               | -                | - | -                    | -                    | -                    |                      |                      |
| 1993-1994  | Americans de Tri-City             | LHOu       | 9  | 0                | 2                | 2                | 39               | -                | - | -                    | -                    | -                    |                      |                      |
| 1994-1995  | Bulls de Birmingham               | ECHL       | 2  | 0                | 1                | 1                | 18               | -                | - | -                    | -                    | -                    |                      |                      |
| 1995-1996  | Chiefs de Johnstown               | ECHL       | 58 | 37               | 31               | 68               | 300              | -                | - | -                    | -                    | -                    |                      |                      |
|            |                                   |            |    |                  |                  |                  |                  |                  |   |                      |                      |                      |                      |                      |
| 2000-2001  | Penguins de Wilkes-Barre/Scranton | LAH        | 38 | 14               | 24               | 38               | 185              | 12               | 4 | 6                    | 10                   | 55                   |                      |                      |
| 2000-2001  | Penguins de Pittsburgh            | LNH        | 29 | 1                | 2                | 3                | 79               | -                | - | -                    | -                    | -                    |                      |                      |
| 2001-2002  | Penguins de Wilkes-Barre/Scranton | LAH        | 24 | 13               | 17               | 30               | 193              | -                | - | -                    | -                    | -                    |                      |                      |
| 2001-2002  | Penguins de Pittsburgh            | LNH        | 33 | 1                | 5                | 6                | 109              | -                | - | -                    | -                    | -                    |                      |                      |
| 2001-2002  | Flyers de Philadelphie            | LNH        | 9  | 0                | 1                | 1                | 69               | -                | - | -                    | -                    | -                    |                      |                      |
| 2002-2003  | Wolf Pack de Hartford             | LAH        | 35 | 7                | 10               | 17               | 172              | -                | - | -                    | -                    | -                    |                      |                      |
| 2002-2003  | Rangers de New York               | LNH        | 11 | 0                | 0                | 0                | 12               | -                | - | -                    | -                    | -                    |                      |                      |
| 2003-2004  | Gulls de San Diego                | ECHL       | 40 | 18               | 35               | 53               | 266              | -                | - | -                    | -                    | -                    |                      |                      |
| 2003-2004  | Falcons de Springfield            | LAH        | 6  | 0                | 2                | 2                | 25               | -                | - | -                    | -                    | -                    |                      |                      |
| 2003-2004  | Aeros de Houston                  | LAH        | 8  | 0                | 8                | 8                | 22               | 1                | 0 | 0                    | 0                    | 0                    |                      |                      |
| 2004-2005  | Wranglers de Las Vegas            | ECHL       | 13 | 1                | 4                | 5                | 132              | -                | - | -                    | -                    | -                    |                      |                      |
| 2004-2005  | Gulls de San Diego                | ECHL       | 7  | 4                | 5                | 9                | 56               | -                | - | -                    | -                    | -                    |                      |                      |
| 2004-2005  | Steelheads de l'Idaho             | ECHL       | 15 | 3                | 11               | 14               | 132              | -                | - | -                    | -                    | -                    |                      |                      |
| 2005-2006  | IceHogs de Rockford               | UHL        | 13 | 5                | 6                | 11               | 55               | 7                | 7 | 3                    | 10                   | 20                   |                      |                      |
| 2005-2006  | Wolves de Chicago                 | LAH        | 46 | 20               | 22               | 42               | 249              | -                | - | -                    | -                    | -                    |                      |                      |
| 2006-2007  | HPK Hämeenlinna                   | SM-liiga   | 4  | 4                | 4                | 8                | 4                | -                | - | -                    | -                    | -                    |                      |                      |
| 2006-2007  | HIFK                              | SM-liiga   | 15 | 3                | 8                | 11               | 24               | 5                | 1 | 1                    | 2                    | 10                   |                      |                      |
| 2007-2008  | HC Olten                          | LNB        | 9  | 7                | 7                | 14               | 78               | -                | - | -                    | -                    | -                    |                      |                      |
| 2008-2009  | Mad Hatters de Danbury            | EPHL       | 3  | 1                | 4                | 5                | 9                | -                | - | -                    | -                    | -                    |                      |                      |
| 2008-2009  | Havoc de Huntsville               | SPHL       | 12 | 8                | 7                | 15               | 30               | 4                | 1 | 5                    | 6                    | 10                   |                      |                      |
| 2011-2012  | Bluefins de Cape Cod              | FHL        | 15 | 10               | 30               | 40               | 109              | -                | - | -                    | -                    | -                    |                      |                      |
| Totaux LNH | Totaux LNH                        | Totaux LNH | 82 | 2                | 8                | 10               | 269              | -                | - | -                    | -                    | -                    |                      |                      |